# Jared Taylor

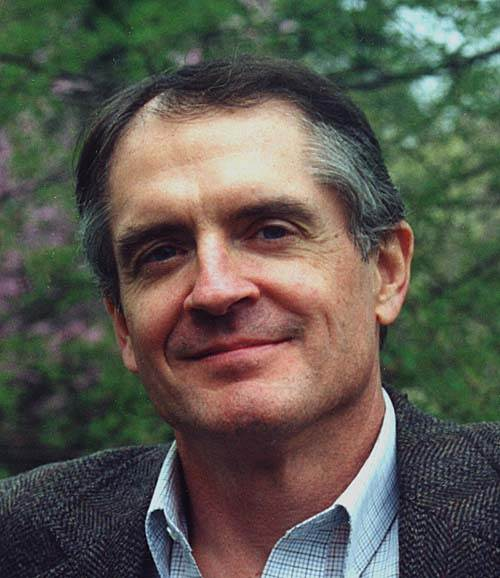
Jared Taylor in 2008

Samuel Jared Taylor (Kobe, 15 september 1951) is een Amerikaans publicist en activist van extreemrechtse signatuur, die opvattingen over raszuiverheid en vrijwillige segregatie van rassen propageert. Hij publiceert hier boeken en artikelen over, onder andere in zijn eigen blad (later website) American Renaissance, en is daarnaast actief als spreker via denktanks en conferenties. Taylor wordt gezien als een boegbeeld van de alt-rightbeweging. Taylor spreekt over zichzelf niet als een racist, maar een 'rassenrealist' en een verdediger van blanke belangen.

## Levensloop
Taylor werd geboren op 15 september 1951 in Kobe, Japan als zoon van Amerikaanse missionarissen en leefde tot zijn zestiende in Japan. In 1973 rondde hij zijn filosofiestudie te Yale af, en in 1978 kreeg hij zijn Master of Arts-titel van Sciences Po te Parijs. Gedurende zijn jeugd en studententijd leerde hij vloeiend Japans en Frans.

## Carrière
Taylor werd actief in de extreemrechtse beweging in 1990. Zijn positie binnen Amerikaans rechts is altijd omstreden geweest omdat hij nooit een antisemitisch standpunt heeft willen innemen; hij noemde Joden ooit 'blank genoeg,' maar onderhield niettemin contacten met de neonazi's van Stormfront tot het meningsverschil omtrent dit onderwerp in 2006 tot een openlijke botsing tussen hem en David Duke leidde.

## Contacten in Nederland
Taylor was in oktober 2017 in Nederland voor een lezing georganiseerd door het rechtsextremistische 'studiegenootschap' Erkenbrand. In het verlengde daarvan had hij een ontmoeting met Nederlands politicus en Tweede Kamerlid Thierry Baudet, met wie hij gedurende vijf uur sprak, in het Ambassade Hotel te Amsterdam.

## Publicaties
- Shadows of the Rising Sun: A Critical View of the Japanese Miracle, 1983, Uitgever, William Morrow & Co
- Paved With Good Intentions: The Failure of Race Relations in Contemporary America, 1992, Uitgever, Carroll & Graf
- The Real American Dilemma: Race, Immigration, and the Future of America, 1998, Uitgever, New Century Books
- A Race Against Time: Racial Heresies for the 21st Century, 2003, Uitgever, New Century Books
- White Identity: Racial Consciousness in the 21st century, 2011, Uitgever, New Century Books
- If We Do Nothing: Essays and Reviews from 25 Years of White Advocacy, 2017, Uitgever, New Century Books